# Muzyczny Camping w Lubaniu
Muzyczny Camping w Lubaniu – ogólnopolski festiwal muzyczny na którym wzorowali się później twórcy takich imprez jak: Camping Muzyczny w Brodnicy, Festiwal w Jarocinie, Piknik Country w Mrągowie, czy Blues nad Bobrem. Pierwsza edycja imprezy odbyła się w lipcu 1979 roku w Lubaniu.

## Historia
I Muzyczny Camping w Lubaniu odbył się w dniach 11-14 lipca 1979 roku w Lubaniu. Organizatorami imprezy byli: oddział wrocławski Polskiego Stowarzyszenia Jazzowego (rozpoczął swą działalność w 1977 roku), lubański Urząd Miasta i jeleniogórski Wojewódzki Dom Kultury, a jego pomysłodawcami byli pracownicy wrocławskiego PSJ – Wojciech Siwek i Maciej Partyka, którzy chcieli stworzyć festiwal na wzór Woodstock'69. Początkowo Camping, pod nazwą Forte Camping miał odbyć się w Domu Kultury w Leśnicy, ale wobec braku zgody na nocne koncerty, poszukano nowej lokalizacji, którą znaleziono w Lubaniu. W małym nakładzie wydawano biuletyn festiwalowy pt. Wyskrobek Muzyczny. Fotoreporterami akredytowanymi przy festiwalu byli bracia Wiesław (Krajowa Agencja Wydawnicza) i Artur (Polska Agencja Prasowa i Nowiny Jeleniogórskie) Schabowscy. Postawiono na muzyczną różnorodność, prezentując m.in. muzykę rockową, jazzową, country, czy piosenkę studencką. I Muzyczny Camping w Lubaniu był miejscem ogólnopolskiego debiutu grup Maanam i Porter Band, a także miejscem niezliczonych koncertów wielu wykonawców, takich jak: Kombi, Krzak, Heam, Kasa Chorych, Wolna Grupa Bukowina, Osjan, a także zespołów ze Stanów Zjednoczonych, RFN, Danii i Indii. W składach występujących formacji i jako soliści na scenie pojawili się, m.in.: Krystyna Prońko (Prońko Band), Hanna Banaszak (Sami Swoi), Andrzej Zaucha (Dżamble), Jan Izbiński (Sami Swoi), Roman „Pazur” Wojciechowski (Transport Band), Ireneusz Dudek (Irjan), Jacek Zwoźniak (wykonał drażniącą lubańskich milicjantów piosenkę pt. Milicja, Wrocław i ja), Piotr Pastor, Martyna Jakubowicz, Jacek Skubikowski, Old Timers, Jan „Ptaszyn” Wróblewski (prowadził własny kwartet), Sławomir Kulpowicz (The Quartet) i wielu innych. Koncerty odbywały się w amfiteatrze, na lubańskim rynku oraz w salach przy ul. Kościuszki (wówczas Lenina) i Armii Krajowej (wówczas Świerczewskiego). Wszystkie koncerty nocne były rejestrowane przez TVP3 Wrocław, lecz wyemitowano tylko dwudziestominutowy fragment koncertu grupy Exodus. Festiwal był miejscem zlotów hipisów i pierwszych punków. Miasteczko namiotowe rozłożyło się na zachodnim zboczu Kamiennej Góry. Imprezę czujnie obserwowała miejscowa ludność, MO i ORMO. Ostatni koncert pierwszej edycji festiwalu zakończył się regularną bitwą między ochroną i fanami punkowych zespołów, których występy na głównej scenie nieoczekiwanie odwołano, a także milicją. W efekcie aresztowano kierownika festiwalu Macieja Partykę. Zachęceni sukcesem pierwszej edycji organizatorzy postanowili powtórzyć Camping, zachowując podobną formułę i charakter imprezy. II Muzyczny Camping w Lubaniu odbył się w dniach 4-9 lipca 1980 roku. Program imprezy był analogiczny do poprzedniego. Przed południem odbywały się otwarte dla publiczności próby solistów i zespołów w amfiteatrze, po południu koncerty w obu domach kultury (Osadnik i Włókniarz), wieczorem natomiast całonocne maratony muzyczne w lubańskim amfiteatrze. Tym razem przygotowano sześć koncertów głównych (w 1979 roku były cztery), w tym aż trzy noce jazzowe. Dodatkowo na terenie położonego na zboczu Kamiennej Góry basenu, codziennie wieczorem odbywały się dyskoteki. Tym razem pogoda nie dopisała. Druga edycja festiwalu minęła pod znakiem deszczu, który zalewał namioty – bawili się tylko najwytrwalsi. Mimo to II Muzyczny Camping w Lubaniu należał do udanych – była to jego ostatnia edycja. W miesiąc po ostatnim festiwalu rozpoczęły się strajki na Wybrzeżu zakończone podpisaniem porozumień w Gdańsku i powstaniem Solidarności. Miejscowa ludność skarżyła się, że przyjezdni dewastowali ich ogrody i działki w poszukiwaniu jabłek. Do tego dochodziły prowincjonalne, gorszące legendy o hipisach rzekomo kąpiących się nago w lubańskich fontannach. Władze PRL wykorzystały ten fakt jako pretekst i zakazały organizacji kolejnych edycji festiwalu.

## Program nocnych koncertów w amfiteatrze[5][7]

### I Muzyczny Camping w Lubaniu (11-14.07.1979)
Główne koncerty odbywały się w amfiteatrze na Kamiennej Górze. Początek - godz. 21:00. Koniec – do godzin porannych. 
11 lipca 1979 (środa) – noc Muzyka Młodej Generacji

Reżyseria i prowadzenie: Jacek Sylwin.
  
Wykonawcy: Exodus, Irjan (duet Ireneusz Dudek i Jan Janowski), Kombi, Krzak, Heam, Bogdan Gajkowski i Magiczna Maszyna, Porter Band. 
12 lipca 1979 (czwartek) – noc Folk & Blues

Reżyseria i realizacja: Piotr Niewiarowski, prowadzenie: Korneliusz Pacuda.
  
Wykonawcy: Paweł Ostafil, Wolna Grupa Bukowina, Marek Śnieć, Jacek Skubikowski, Little Ole Opry, Michał „Lonstar” Łuszczyński, Grupa Bluesowa Marka Młynarza, zespół Blues Army, Martyna Jakubowicz, Piotr Pastor, The Westlake, Madrigals Singers (USA). 
13 lipca 1979 (piątek) – noc Jazz by Night

Przygotowanie: Wojciech Siwek (Prezes wrocławskiego Oddziału PSJ), prowadzenie: Tomasz Tłuczkiewicz.
 
Wykonawcy: Breakwater, No smoking, Crash, Kwartet Jana „Ptaszyna” Wróblewskiego, Family of Percussion (RFN, USA, Indie), The Quartet (Sławomir Kulpowicz – pianio, Janusz Stefański – perkusja, Tomasz Szukalski – saksofon, Paweł Jarzębski – gitara basowa), Jazz Day, Ragamala, Krystyna Prońko, Jazz Workshop. 
14 lipca 1979 (sobota) – noc Piosenka

Przygotowanie, realizacja i prowadzenie: Krzysztof Materna.
  
Wykonawcy: Hanna Banaszak, Jan Izbiński i Sami Swoi, Bogusław Mec, Tadeusz Woźniak, Elżbieta Jodłowska, Danuta Morel i Kameleon, Maanam, Porter Band, Moonlight, Krystyna Prońko, Jonasz Kofta.
Każdego dnia w salach przy ul. Kościuszki (wówczas Lenina) i Armii Krajowej (wówczas Świerczewskiego) odbywały się koncerty wybranych solistów, bądź zespołów, np. 12.07.1979 r.: The Quartet – Dom Kultury Osadnik, godz. 18:00 Osjan (wówczas w składzie: Jacek Ostaszewski – kontrabas i flet, Wojciech Waglewski – gitara, Milo Kurtis – instrumenty perkusyjne oraz Radosław Nowakowski – bębny) – wyrobisko na Kamiennej Górze (organizatorzy pisali: Kanion), godz. 19:00. Na lubańskim rynku, np. koncert amerykańskiej grupy wokalno-tanecznej Little Ole Opry czy 12.07.1979 r. koncerty grup Jazz Day i Kryzys – godz. 17:00.

### II Muzyczny Camping w Lubaniu (04-09.07.1980)
4 lipca 1980 (piątek) – Noc z piosenką

Prowadzenie: Stanisław Wolski.
 
Wykonawcy: Piotr Pastor, Krystyna Prońko i Prońko Band, Andrzej Zaucha, Stanisław Sojka i Dżamble, Grupa Pod Budą, Hanna Banaszak i Sami Swoi, Wolna Grupa Bukowina, Moonlight. 
5 lipca 1980 (sobota) – Jazz I

Prowadzenie: Jan Mazur).
 
Wykonawcy: Urszula Delbowska, Jan Izbiński, Dominik Witt i Sami Swoi, Jazz Day Orchestra, Old Timers, Swing Session, Spirituals and Gospels Singers, Karkonoscy Stompersi. 
6 lipca 1980 (niedziela) – Jazz II

Prowadzenie: Tomasz Tłuczkiewicz.
 
Wykonawcy: Grażyna Łobaszewska i Crash, Laboratorium, Kwartet Jana Ptaszyna Wróblewskiego, Kwintet Mieczysława Wolnego, North Convention, Breakwater. 
7 lipca 1980 (poniedziałek) – Jazz III

Prowadzenie: Marek Karewicz.
 
Wykonawcy: Curlay Skiffle Group (Dania), Swing Workshop (NRD), m.in. Jacek Bendnarek (kontrabas) + Krzysztof Zgraja (flet), Jo Banks and The Soul Train (USA), Pee Wee Bluesgang (RFN). 
8 lipca 1980 (wtorek) – Folk and Blues

Prowadzenie: Korneliusz Pacuda i Piotr Niewiarowski.
 
Wykonawcy: Kasa Chorych, Grupa Martyny Jakubowicz, Wiesław Ruciński, Grupa Rogala, Flank, Folky Band, Mietek Blues Band, Jo Banks and The Soul Train (USA), Pee Wee Bluesgang (RFN). 
9 lipca 1980 (środa) – Rock and Pop

Prowadzenie: Tomasz Tłuczkiewicz.
 
Wykonawcy: Porter Band, Krzak, Maanam, Transport Band. 
Program Campingu zawierał także spis koncertów odbywających się w klubach: 
Dom Kultury Osadnik, ul. Lenina (obecnie Miejski Dom Kultury, ul. Kościuszki):
 
5.07.1980, godz. 16.00 - Swing Session, godz. 19.00 - Krystyna Prońko i Prońko Band.
 
6.07.1980, godz. 16.00 - Grupa Pod Budą, godz. 18.00 - Spirituals and Gospels Singers.
 
7.07.1980, godz. 16.00 - Kwartet Jana Ptaszyna Wróblewskiego, godz. 18:00 – Laboratorium.

Międzyzakładowy Dom Kultury Włókniarz, ul. Świerczewskiego (obecnie ul. Armii Krajowej):
 
6.07.1980, godz. 17.00 – Dżamble; 7.07.1980, godz. 17.00 - Kasa Chorych; 8.07.1980, godz. 17.00 – Krzak; 9.07.1980, godz. 15.00 – Porter Band. Ponadto na terenie położonego na zboczu Kamiennej Góry basenu codziennie, od godziny 17.00, odbywały się dyskoteki. Prowadzili je Marek Karewicz i Bogdan Bogiel. Cena wstępu na dyskotekę – 20,00 zł.